# Piacenza Football Club 1968-1969
Questa voce raccoglie le informazioni riguardanti il Piacenza Football Club nelle competizioni ufficiali della stagione 1968-1969.

## Stagione
Nella Stagione 1968-1969 il Piacenza disputa il girone A del campionato di Serie C, con 55 punti in classifica ottiene il primo posto e sale in Serie B, seconda la Triestina con 49 punti, scendono in Serie D la Cremonese che perde lo spareggio salvezza con il Marzotto Valdagno, l'Asti ed il Rapallo.
Dopo il secondo posto della scorsa stagione dietro allo strepitoso Como, il Piacenza vince e domina con due giornate di anticipo il girone A e ritorna in Serie B, che mancava da ventun'anni al Piacenza. La squadra biancorossa è stata affidata all'allenatore Alberto Molina e facendo perno su una difesa ferrea, con 21 reti subite è stata la migliore del torneo, ha disputato un campionato di grande regolarità, trovandosi alla fine con 6 lunghezze di vantaggio sulla Triestina, che nell'ultima giornata del torneo batte la Solbiatese ed ottiene il posto d'onore. In evidenza nel Piacenza il centravanti Renato Mola autore di 16 reti, e l'ala Tiziano Stevan autore di nove centri, molto bene ha fatto il centrocampista trentaduenne Paolo Pestrin che ha fatto valere la sua esperienza di ex giocatore di Genoa, Roma e Torino. Il 15 giugno nell'ultima partita interna del campionato vinta sul Sottomarina di Chioggia (4-1), si è festeggiata la promozione e si è salutato lo stadio Barriera Genova per anni teatro delle imprese biancorosse, che lascia spazio al nuovo Stadio Galleana per il ritorno tra i cadetti.

## Rosa
| N. |                   | Ruolo | Calciatore         |
| -- | ----------------- | ----- | ------------------ |
|    | Italia (bandiera) | P     | Guglielmo Ferrari  |
|    | Italia (bandiera) | P     | Giuseppe Ferretti  |
|    | Italia (bandiera) | D     | Giovanni Bordignon |
|    | Italia (bandiera) | D     | Gianfranco Bozzao  |
|    | Italia (bandiera) | D     | Ottavio Favari     |
|    | Italia (bandiera) | D     | Mario Grechi       |
|    | Italia (bandiera) | D     | Sergio Montanari   |
|    | Italia (bandiera) | C     | Giovanni Cattai    |
|    | Italia (bandiera) | C     | Adriano Lombardi   |

| N. |                   | Ruolo | Calciatore         |
| -- | ----------------- | ----- | ------------------ |
|    | Italia (bandiera) | C     | Paolo Pestrin      |
|    | Italia (bandiera) | C     | Sergio Robbiati    |
|    | Italia (bandiera) | C     | Giorgio Zoff       |
|    | Italia (bandiera) | A     | Oscar Anniballi    |
|    | Italia (bandiera) | A     | Giovanni Callegari |
|    | Italia (bandiera) | A     | Emilio Ferranti    |
|    | Italia (bandiera) | A     | Sauro Fracassa     |
|    | Italia (bandiera) | A     | Renato Mola        |
|    | Italia (bandiera) | A     | Tiziano Stevan     |

## Risultati

### Girone di andata
| Verbania 15 settembre 1968 1ª giornata | Verbania         | 0 – 0 | Piacenza | Stadio Carlo Pedroli\| Arbitro: \| Levrero (Genova) \| |
| Arbitro:                               | Levrero (Genova) |       |          |                                                        |

| Arbitro: | Pfiffner (Torino) |

|            |           |  |
| Cattai 24’ | Marcatori |  |

| Arbitro: | Cimma (Biella) |

|                          |           |  |
| Nicolini 66’ Cantoni 75’ | Marcatori |  |

| Arbitro: | Marchetti (Vicenza) |

|                     |           |  |
| Mola 69’ Stevan 74’ | Marcatori |  |

| Arbitro: | Bianchi (Firenze) |

|  |           |                  |
|  | Marcatori | 45’, 75’ Pestrin |

| Arbitro: | Panzino (Catanzaro) |

|              |           |            |
| Ferranti 23’ | Marcatori | 88’ Manini |

| Arbitro: | Gialluisi (Barletta) |

|               |           |  |
| Bianchini 30’ | Marcatori |  |

| Arbitro: | Pilotto (Roma) |

|                                              |           |  |
| Favari 34’ (rig.) Mola 39’ Grossi 66’ (aut.) | Marcatori |  |

| Arbitro: | Sgherri (Grosseto) |

|  |           |                      |
|  | Marcatori | 4’ Robbiati 38’ Mola |

| Arbitro: | Longi (Livorno) |

|                           |           |  |
| Robbiati 31’ Fracassa 56’ | Marcatori |  |

| Arbitro: | Levrero (Genova) |

|          |           |  |
| Tomy 24’ | Marcatori |  |

| Piacenza 1º dicembre 1968 12ª giornata | Piacenza       | 0 – 0 | Triestina | Barriera Genova\| Arbitro: \| Trono (Torino) \| |
| Arbitro:                               | Trono (Torino) |       |           |                                                 |

| Arbitro: | Moretto (San Donà di Piave) |

|                                  |           |            |
| Pestrin 9’ Mola 15’ Fracassa 34’ | Marcatori | 78’ Turini |

| Monfalcone 15 dicembre 1968 14ª giornata | Monfalcone      | 0 – 0 | Piacenza | Stadio Italcantieri\| Arbitro: \| Menegali (Roma) \| |
| Arbitro:                                 | Menegali (Roma) |       |          |                                                      |

| Arbitro: | Panzino (Catanzaro) |

|                              |           |  |
| Pestrin 9’ Ferranti 32’, 55’ | Marcatori |  |

| Arbitro: | Bianchi (Firenze) |

|  |           |                           |
|  | Marcatori | 44’ Robbiati 90’ Ferranti |

| Arbitro: | Lazzaroni (Milano) |

|            |           |  |
| Stevan 58’ | Marcatori |  |

| Arbitro: | Trono (Torino) |

|             |           |              |
| Bittolo 78’ | Marcatori | 57’ Robbiati |

| Arbitro: | Sgherri (Grosseto) |

|              |           |  |
| Fracassa 50’ | Marcatori |  |

### Girone di ritorno
| Arbitro: | Rodomonti (Teramo) |

|                     |           |  |
| Stevan 10’ Mola 83’ | Marcatori |  |

| Arbitro: | Calì (Roma) |

|                 |           |  |
| Magistrelli 77’ | Marcatori |  |

| Arbitro: | Monforte (Palermo) |

|                              |           |  |
| Favari 18’ (rig.) Stevan 78’ | Marcatori |  |

| Arbitro: | Fuschi (Pescara) |

|            |           |                   |
| Gerosa 71’ | Marcatori | 87’ (rig.) Favari |

| Arbitro: | D'Amico (Loreto) |

|                                 |           |  |
| Mola 42’, 69’ Favari 60’ (rig.) | Marcatori |  |

| Arbitro: | Panzino (Catanzaro) |

|                           |           |                    |
| Gabetto 56’ Udovicich 74’ | Marcatori | 6’ Mola 45’ Stevan |

| Arbitro: | Pfiffner (Torino) |

|          |           |  |
| Mola 38’ | Marcatori |  |

| Arbitro: | Campanini (Finale Emilia) |

|          |           |          |
| Rigo 42’ | Marcatori | 90’ Mola |

| Arbitro: | Menegali (Roma) |

|                                          |           |                                  |
| Pestrin 24’ Lombardi 28’ (rig.) Mola 72’ | Marcatori | 14’ (aut.) Montanari 85’ Zanelli |

| Arbitro: | Levrero (Genova) |

|  |           |              |
|  | Marcatori | 26’ Ferranti |

| Arbitro: | Bianchi (Firenze) |

|           |           |  |
| Stevan 9’ | Marcatori |  |

| Arbitro: | Bravi (Roma) |

|                   |           |                   |
| Favari 29’ (aut.) | Marcatori | 45’ (rig.) Favari |

| Arbitro: | Casarin (Milano) |

|              |           |  |
| Solbiati 65’ | Marcatori |  |

| Arbitro: | Clerico (Chiavari) |

|          |           |  |
| Mola 88’ | Marcatori |  |

| Arbitro: | Cantelli (Firenze) |

|                       |           |                            |
| Longo 39’, 83’ (rig.) | Marcatori | 15’ Lombardi 54’, 77’ Mola |

| Arbitro: | Moretto (San Donà di Piave) |

|              |           |            |
| Lombardi 26’ | Marcatori | 58’ Maiani |

| Arbitro: | Menegali (Roma) |

|             |           |            |
| Bonacina 7’ | Marcatori | 44’ Stevan |

| Arbitro: | Frasso (Capua) |

|                                       |           |             |
| Fracassa 20’ Mola 29’ Stevan 31’, 56’ | Marcatori | 87’ Filippi |

| Arbitro: | Lattanzi (Roma) |

|  |           |          |
|  | Marcatori | 37’ Mola |